# Obory (powiat golubsko-dobrzyński)
Obory – wieś w Polsce położona w województwie kujawsko-pomorskim, w powiecie golubsko-dobrzyńskim, w gminie Zbójno.

## Podział administracyjny
W latach 1975–1998 miejscowość należała administracyjnie do województwa włocławskiego.

## Demografia
Według Narodowego Spisu Powszechnego (III 2011 r.) wieś liczyła 169 mieszkańców. Jest, wespół ze wsią Ruże (169 mieszkańców), dziesiątą co do wielkości miejscowością gminy Zbójno.

## Historia
Według regestru poborowego ziemi dobrzyńskiej z roku 1564, wieś Obory, parafia Chojno, należała do Alberta Łochockiego. Od 1605 r. istnieje tu klasztor ojców karmelitów ze sprowadzoną z Bydgoszczy łaskami słynącą figurą Matki Bożej Bolesnej (Pietà). Latem 1825 r. w Oborach przebywał Fryderyk Chopin. W czasie powstania styczniowego klasztor stał się miejscem gromadzenia oddziałów partyzanckich, m.in. Artura Sumińskiego z pobliskiego Zbójna. Po upadku powstania Rosjanie urządzili tu miejsce odosobnienia duchowieństwa zakonnego i diecezjalnego, oskarżonego o udział i popieranie insurekcji styczniowej.

## II wojna światowa
Na początku II wojny światowej, w okresie od 30 października 1939 r. do 22 lutego 1940 r. Niemcy więzili tu kilkudziesięciu księży z diecezji płockiej i chełmińskiej, których następnie skierowano do obozów koncentracyjnych na terenie Rzeszy Niemieckiej. Zdecydowana większość z nich tam poniosła męczeńską śmierć.

## Zabytki

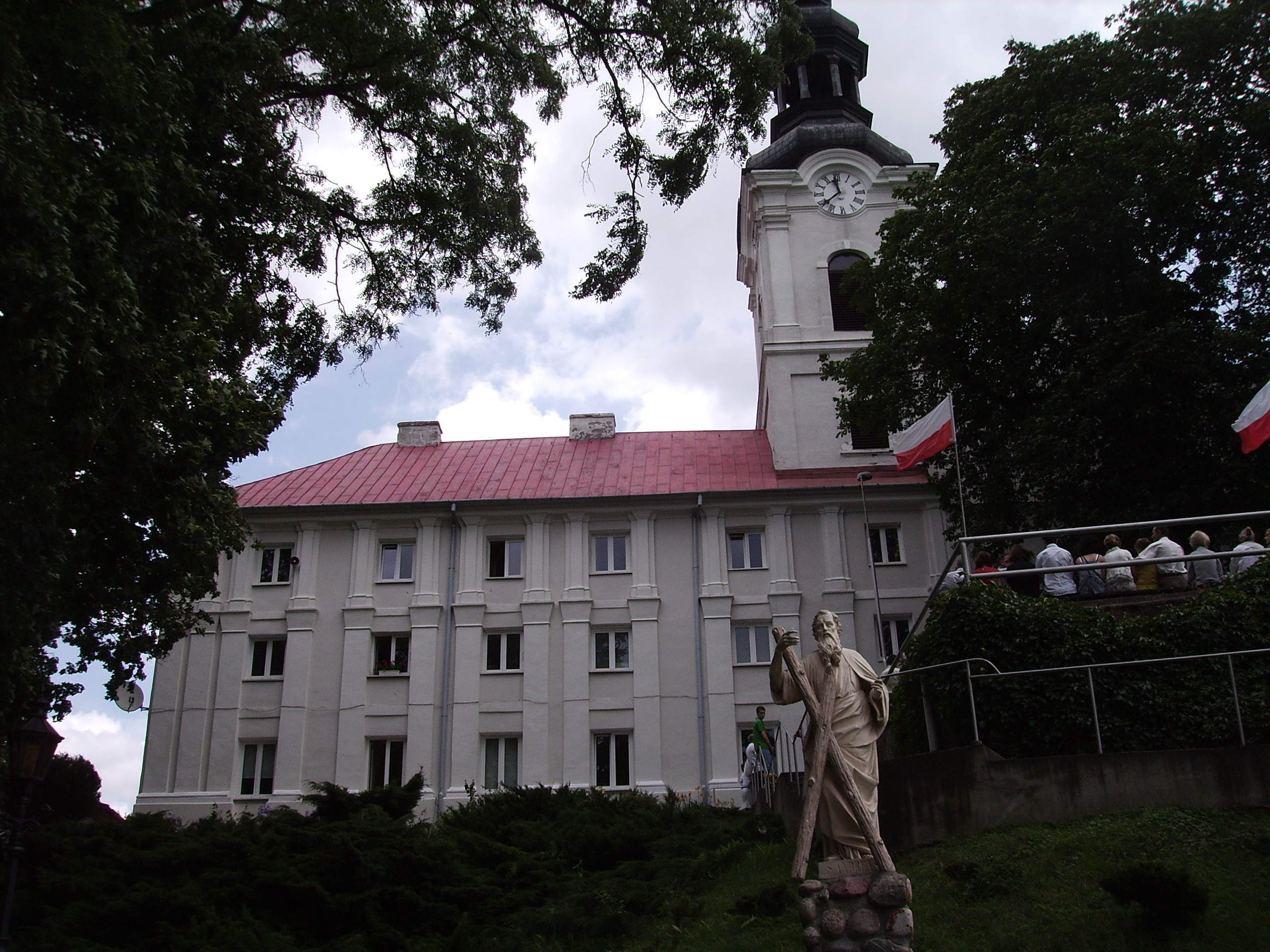
Kościół Matki Bożej Bolesnej w Oborach

Według rejestru zabytków NID na listę zabytków wpisany jest zespół klasztorny karmelitów, nr rej.: A/705 i A/706 z 12.11.1970:
- kościół, 1627-49
- klasztor, 1741-53.